# Oxalis monticola
Oxalis monticola là một loài thực vật có hoa trong họ Chua me đất. Loài này được Arechav. mô tả khoa học đầu tiên năm 1900.